# 19 juni
19 juni is de 170ste dag van het jaar (171ste dag in een schrikkeljaar) in de gregoriaanse kalender. Hierna volgen nog 195 dagen tot het einde van het jaar.

## Gebeurtenissen
- Algemeen
  - 1605 - Lodewijk II van Nassau-Saarbrücken erft het graafschap Nassau-Idstein van Johan Lodewijk II van Nassau-Idstein en verenigt zodoende alle bezittingen van de Walramse Linie van het Huis Nassau in één hand.
  - 1667 - De tocht naar Chatham vangt aan. Bij deze succesvolle Nederlandse aanval op Engeland tijdens de Tweede Engels-Nederlandse Oorlog wordt een aanzienlijk deel van de Engelse vloot in brand gestoken en het vlaggenschip van de Engelse vloot, de HMS Royal Charles wordt buitgemaakt.
  - 1860 - Een van de grootste branden die Leeuwarden ooit troffen, vindt plaats bij de Prins Frederikkazerne.
  - 1865 - In Galveston, Texas wordt de afschaffing van de slavernij en de vrijheid van alle voormalige slaven in Texas afgekondigd. De dag wordt in de Verenigde Staten gevierd als Juneteenth.
  - 2000 - De Britse douane vindt de lijken van 58 illegale Chinezen in een Nederlandse vrachtwagen in Dover.
  - 2002 - Steve Fossett begint zijn soloballonvlucht rond de wereld.
- Criminaliteit en veiligheid
  - 1991 - Drugsbaron Pablo Escobar, leider van het beruchte Medellin-drugskartel, geeft zich over aan de Colombiaanse autoriteiten. Hij was sinds 1984 voortvluchtig.[1]
- Economie
  - 1991 - De Verenigde Staten sluiten een overeenkomst met Brazilië, Uruguay, Paraguay en Argentinië over een gemeenschappelijk raamwerk voor de verbetering van de onderlinge handel en investeringen. De ondertekening vormt een onderdeel van de plannen voor de vorming van een pan-Amerikaanse vrijhandelszone.
- Media
  - 1978 - Eerste Garfieldstrip.
  - 2001 - Begin van de Nederlandstalige Wikipedia.
  - 2017 - De Colombiaanse krant El Tiempo maakt bekend dat presentator Derk Bolt samen met zijn camaraman Eugenio Follender op 17 juni zou zijn ontvoerd door de linkse guerrillabeweging ELN. Zij waren opnames aan het maken voor het televisieprogramma Spoorloos.
- Muziek
  - 2018 - Beyoncé en Jay-Z treden twee avonden op in een uitverkocht Amsterdam Arena.
- Politiek
  - 484 - Leontios I, Romeins usurpator, wordt in Tarsus (huidige Turkije) gekroond tot keizer (Augustus) van het Byzantijnse Rijk.
  - 1850 - Huwelijk van kroonprins Karel van Zweden en prinses Louise der Nederlanden in Stockholm.
  - 1867 - In Santiago de Querétaro wordt keizer Maximiliaan van Mexico geëxecuteerd door een vuurpeloton.
  - 1961 - Het Britse protectoraat Koeweit wordt onafhankelijk.
  - 1965 - Bij een staatsgreep in Algerije wordt president Ahmed Ben Bella afgezet. Kolonel Houari Boumédienne wordt de nieuwe machthebber.
  - 1976 - Huwelijk van koning Karel XVI Gustaaf van Zweden en Silvia Sommerlath in Stockholm.
  - 1987 - Bij een aanslag van de Baskische terreurbeweging ETA in een supermarkt in Barcelona vallen 21 doden en 45 gewonden.
  - 1999 - Huwelijk van prins Edward van Groot-Brittannië en Sophie Rhys-Jones. Koningin Elizabeth II verleent hun de titel graaf en gravin van Wessex.
  - 2010 - Huwelijk van kroonprinses Victoria van Zweden en Daniel Westling in Stockholm.
  - 2012 - De Rwandese ex-officier Ildéphonse Nizeyimana krijgt een levenslange celstraf. Hij heeft zich in 1994 schuldig gemaakt aan genocide, uitroeiing en oorlogsmisdaden, oordeelt het Rwanda Tribunaal.
  - 2014 - Felipe VI volgt Juan Carlos I op als koning van Spanje.
- Recreatie
  - 2002 - PandaDroom in de Efteling wordt geopend.
  - 2009 - De Eftelingattractie Pegasus wordt gesloten om vervolgens afgebroken te worden.
- Religie
  - 1977 - Heiligverklaring van John Nepomucene Neumann (1811-1860), Amerikaans bisschop van Aartsbisdom Philadelphia.
- Sport
  - 1895 - In Valparaíso wordt de Chileense voetbalbond ("Federación de Fútbol de Chile") opgericht.
  - 1907 - Oprichting van de Finse voetbalclub HJK Helsinki.
  - 1938 - Italië wint in Frankrijk de wereldtitel door Hongarije in de finale van het WK voetbal met 4-2 te verslaan.
  - 1960 - Peñarol wint de eerste editie van de Copa Libertadores. In de finale over twee wedstrijden is de voetbalclub uit Uruguay te sterk voor het Paraguayaanse Olimpia Asunción.
  - 1964 - Oprichting van profvoetbalclub SC Cambuur.
  - 1976 - In de troostfinale van EK voetbal 1976 wint het Nederlands voetbalelftal na verlenging van gastland Joegoslavië: 2-3. Ruud Geels maakt in de 112de minuut het beslissende doelpunt.
  - 1991 - Slovenië speelt tegen Kroatië in Murska Sobota de eerste officieuze voetbalinterland en verliest met 1-0.
  - 1999 - In Brisbane verliezen de Nederlandse hockeysters in de finale van de strijd om de Champions Trophy met 3-2 van gastland en titelverdediger Australië.
  - 1999 - Gastland Amerika wint in de openingswedstrijd van het derde WK voetbal voor vrouwen met 3-0 van Denemarken.
  - 2002 - HC Bloemendaal herovert de landstitel in de Nederlandse hockeyhoofdklasse door Amsterdam in de tweede wedstrijd uit de finale van de play-offs met 2-1 te verslaan.
  - 2022 - Simon Whitlock en Damon Heta winnen de World Cup of Darts voor Australië.[2]
- Wetenschap en technologie
  - 1963 - Landing van het ruimtevaartuig Vostok 5 met bemanningslid Valeri Bykovski na een missie van 5 dagen.[3]
  - 1963 - Landing van Vostok 6 met bemanningslid Valentina Teresjkova na een missie van 3 dagen.[4]
  - 2022 - Lancering van een Falcon 9 raket van SpaceX vanaf Cape Canaveral Space Force Station Lanceercomplex 40 (SLC-40) met de Globalstar FM15 satelliet.[5]
  - 2023 - Lancering van een Falcon 9 raket van SpaceX vanaf Cape Canaveral Space Force Station Lanceercomplex 40 (SLC-40) voor de Satria missie met de gelijknamige Indonesische communicatiesatelliet van Pasifik Satelit Nusantara.[6]
  - 2023 - Het BepiColombo ruimtevaartuig, een gezamenlijk project van ESA en JAXA, maakt voor de derde keer een passeervlucht langs de planeet Mercurius. Het ruimtevaartuig bereikt een minimale hoogte van rond de 235 km.[7]

## Geboren

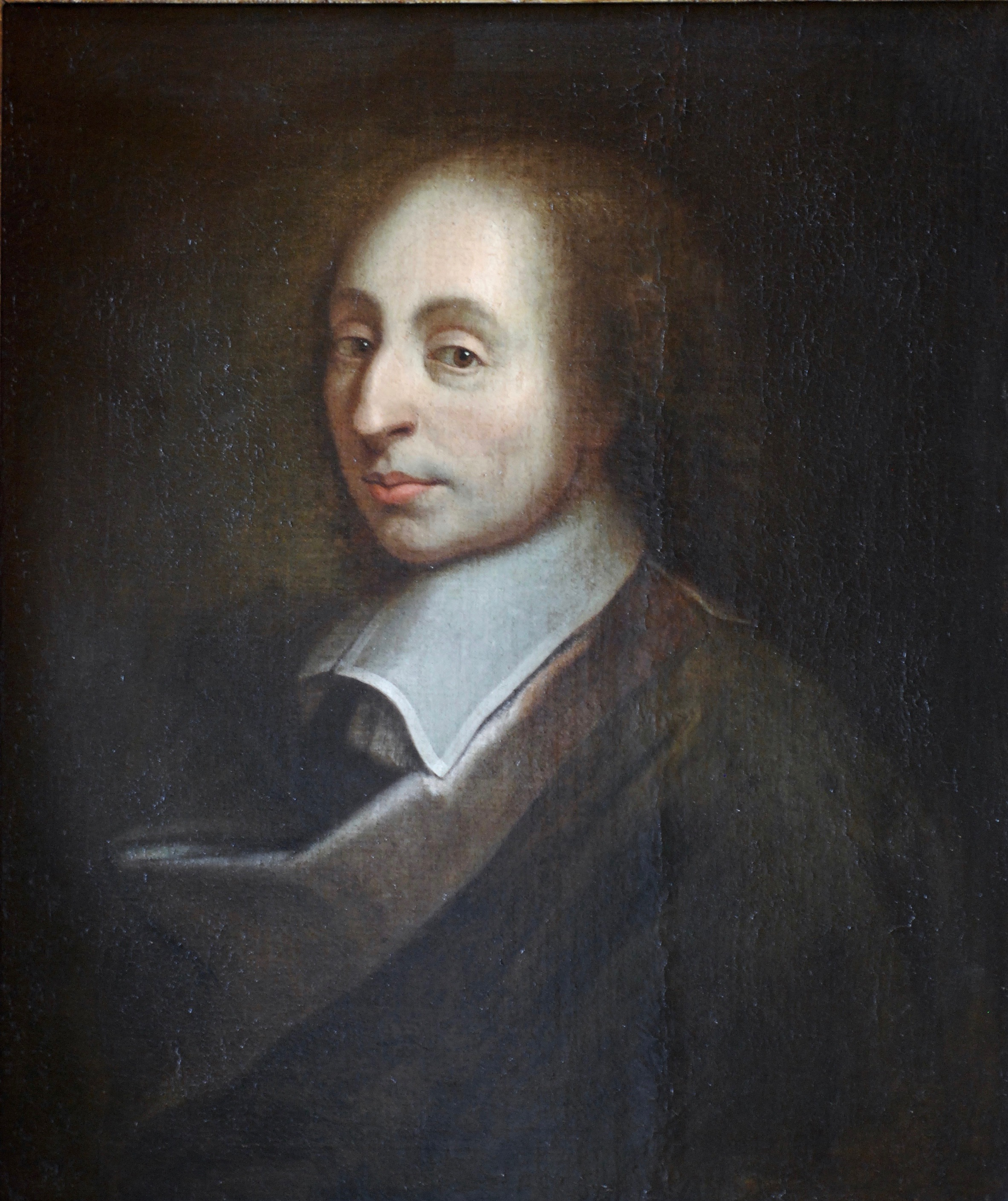
Blaise Pascal
geboren in 1623

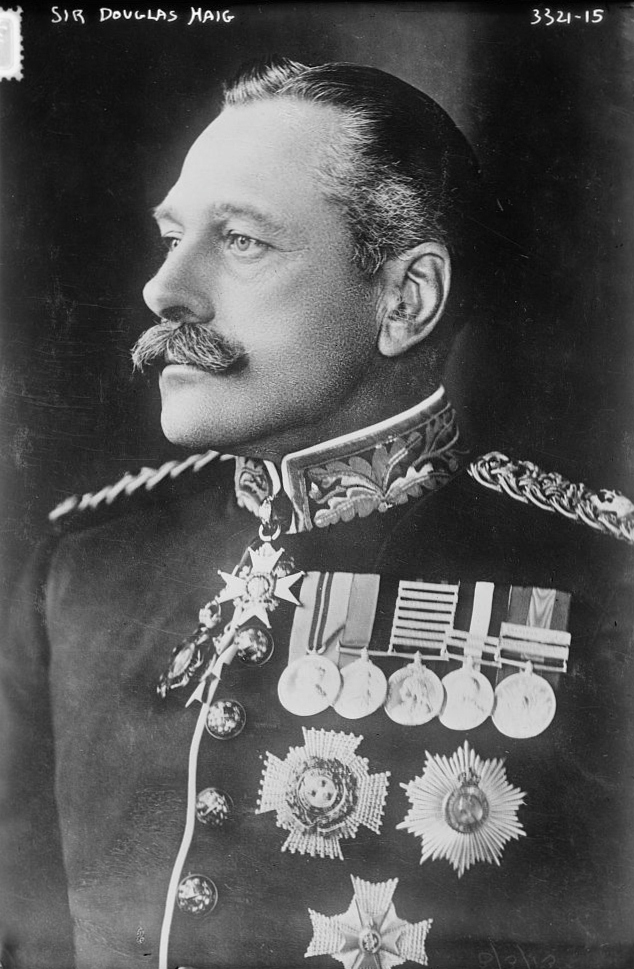
Douglas Haig
geboren in 1861

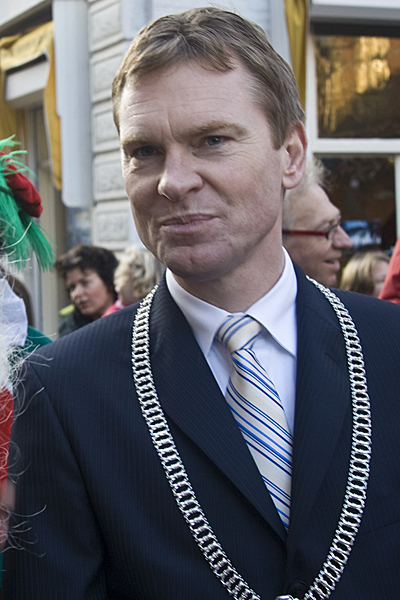
Peter Rehwinkel
geboren in 1964

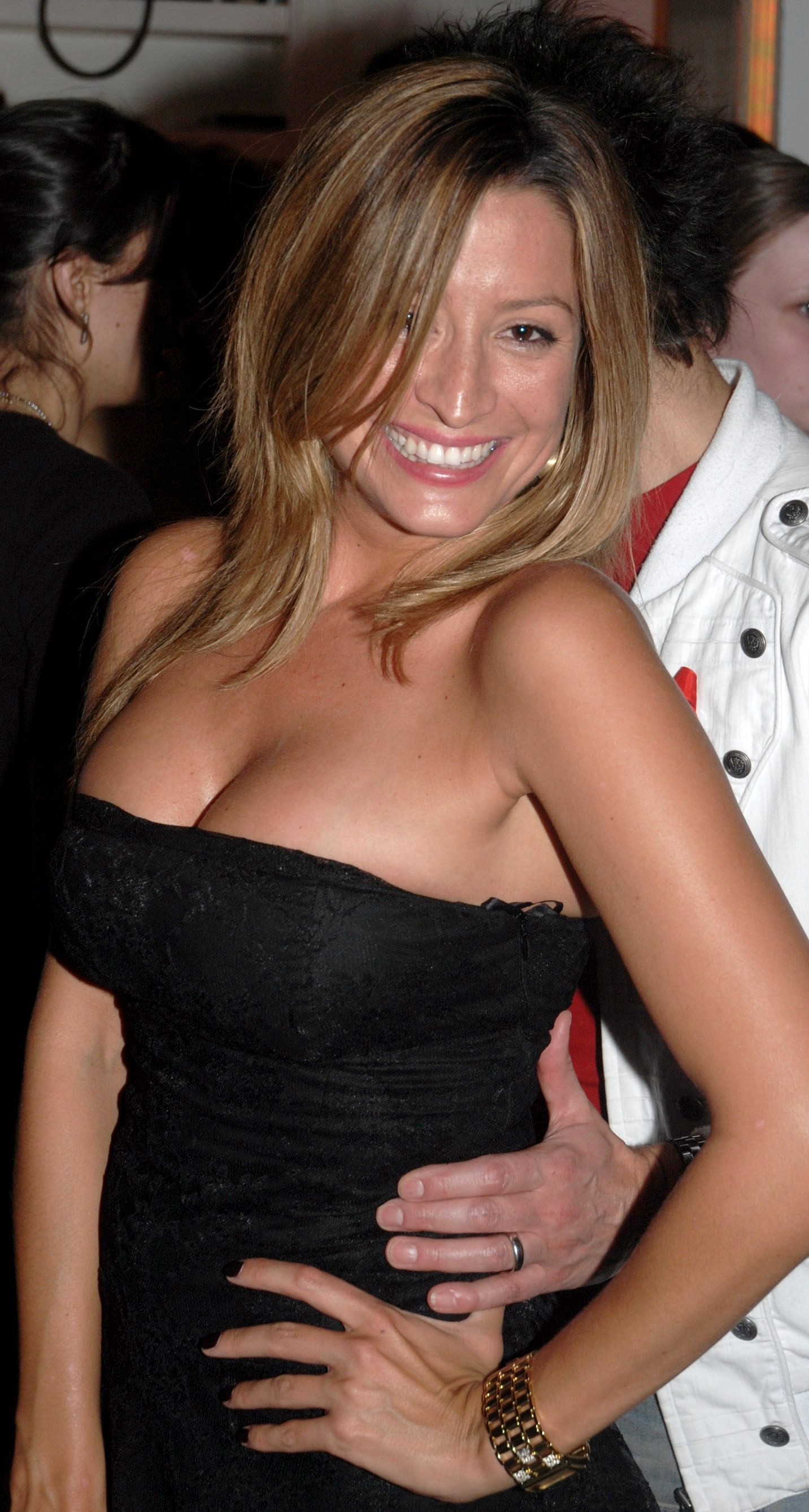
Rebecca Loos
geboren in 1977

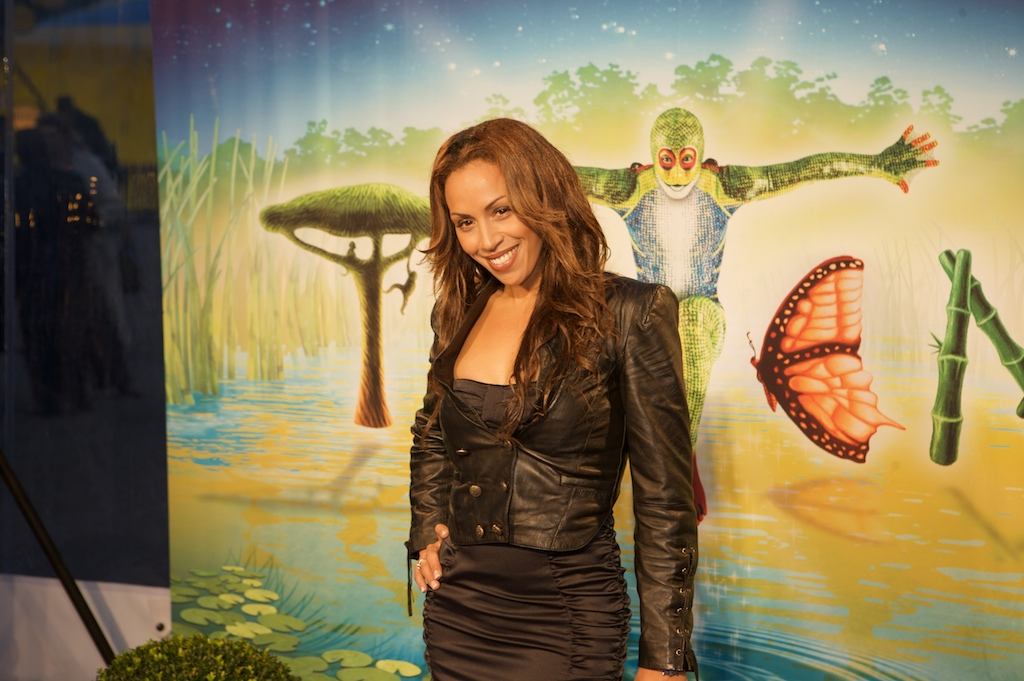
Glennis Grace
geboren in 1978

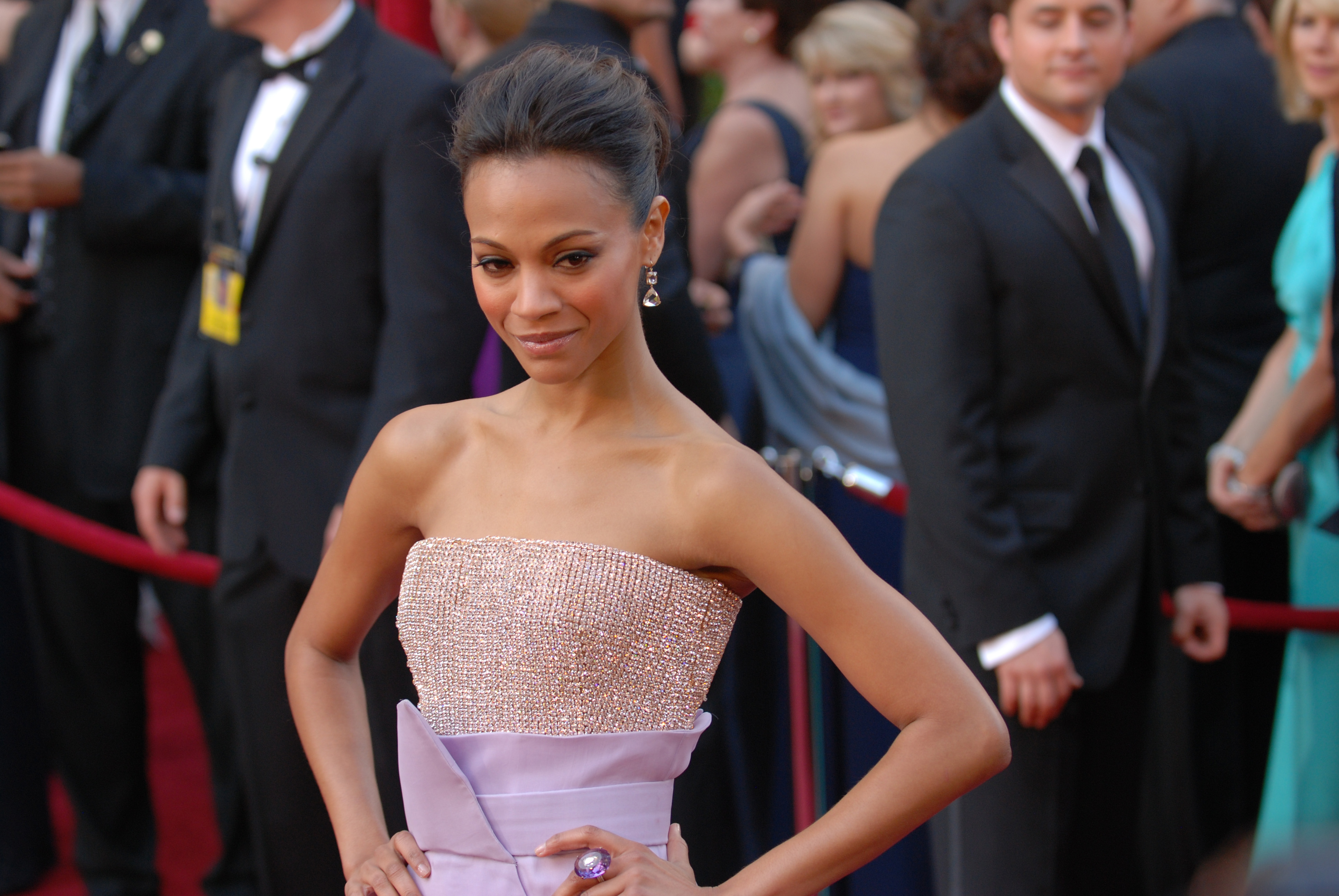
Zoë Saldana
geboren in 1978

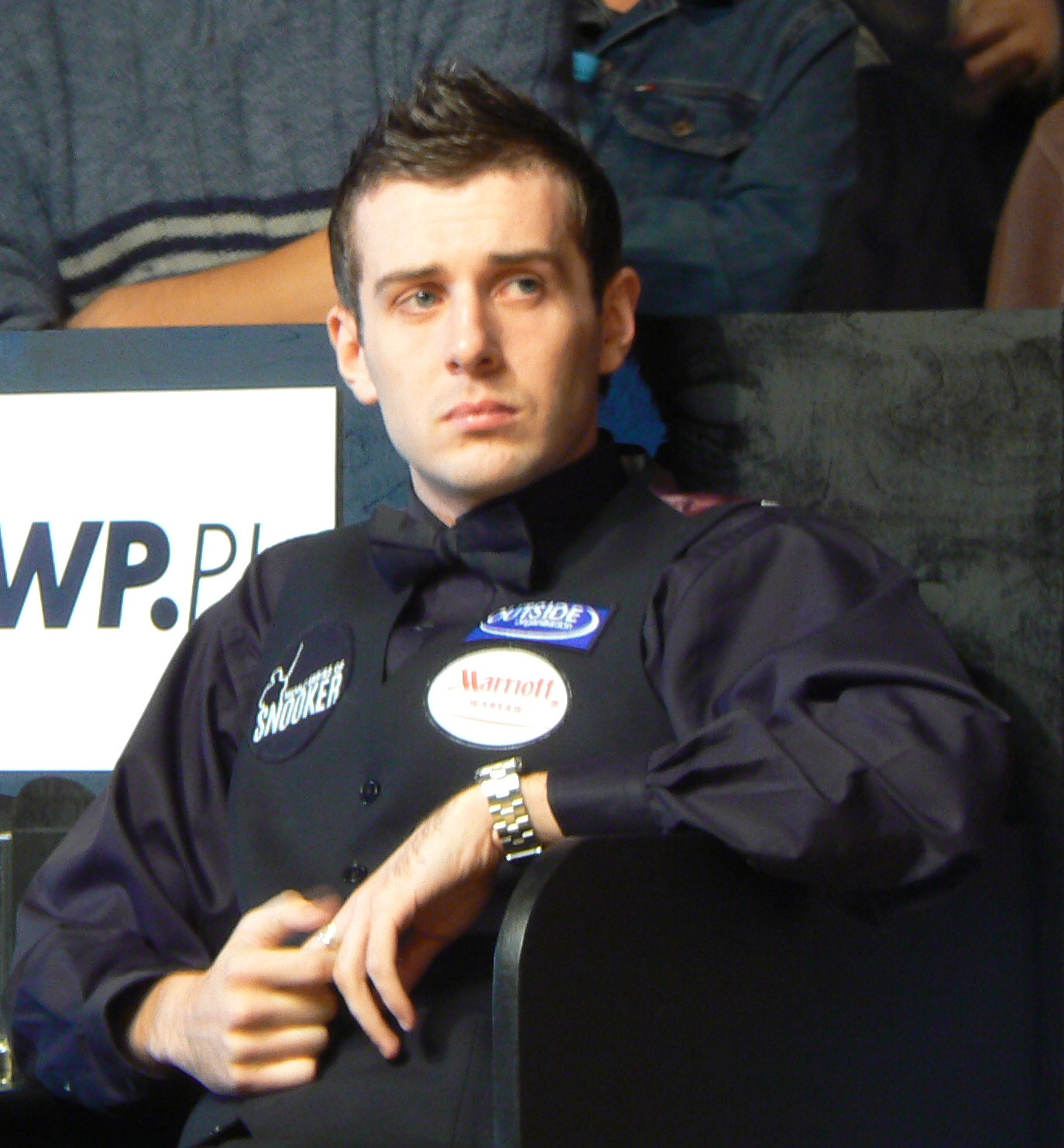
Mark Selby
geboren in 1983

- 1566 - Jacobus I, koning van Engeland en Schotland (overleden 1625)
- 1595 - Goeroe Hargobind, zesde goeroe van het sikhisme (overleden 1644)
- 1623 - Blaise Pascal, Frans filosoof, theoloog, wis- en natuurkundige (overleden 1662)
- 1764 - José Gervasio Artigas, Uruguayaans generaal en vrijheidsstrijder (overleden 1850)
- 1764 - John Barrow, Brits staatsman (overleden 1848)
- 1824 - Jan Hendrik Weissenbruch, Nederlands kunstschilder (overleden 1903)
- 1854 - Hjalmar Mellin, Fins wiskundige (overleden 1933)
- 1855 - Anna Maria Tauscher, Duits zalige (overleden 1938)
- 1861 - Douglas Haig, Brits generaal (overleden 1928)
- 1862 - Paul Saintenoy, Belgisch architect (overleden 1952)
- 1872 - Juho Vennola, Fins politicus (overleden 1938)
- 1879 - Rein Boomsma, Nederlands voetballer en verzetsstrijder (overleden 1943)
- 1880 - Marius Royet, Frans voetballer (overleden 1915)
- 1883 - Alfred Portielje, Belgische architect (overleden 1965)
- 1896 - Wallis Simpson, echtgenote van koning Edward VIII van het Verenigd Koninkrijk (overleden 1986)
- 1897 - Cyril Norman Hinshelwood, Brits fysicus en chemicus (overleden 1967)
- 1897 - Ben Springer, Nederlands dammer (overleden 1960)
- 1901 - Anton Leo de Block, Nederlands jurist (overleden 1986)
- 1901 - Joseph De Combe, Belgisch waterpoloër (overleden 1965)
- 1902 - Hugo Väli, Estisch voetballer (overleden 1943)
- 1903 - Lydia Duif, Nederlands beeldend kunstenares (overleden 1993)
- 1903 - Lou Gehrig, Amerikaans honkballer (overleden 1941)
- 1909 - Osamu Dazai, Japans schrijver (overleden 1948)
- 1913 - Susanne Heynemann, Nederlands typografe en grafisch vormgeefster (overleden 2009)
- 1913 - Helene Madison, Amerikaans zwemster (overleden 1970)
- 1914 - Victor Max de Miranda, Surinaams politicus en bankpresident (overleden 2003)
- 1917 - Joshua Nkomo, Zimbabwaans nationalistisch politicus (overleden 1999)
- 1918 - Gunnel Vallquist, Zweeds schrijfster en criticus (overleden 2016)
- 1919 - Gérard Dionne, Canadees R.K. bisschop (overleden 2020)
- 1920 - Rutger Dirk Bleeker, Nederlands architect (overleden 2016)
- 1920 - Robert Klippel, Australisch beeldhouwer en tekenaar (overleden 2001)
- 1921 - Herman Berserik, Nederlands schilder en graficus (overleden 2002)
- 1921 - Louis Jourdan, Frans acteur (overleden 2015)
- 1922 - Aage Bohr, Deens kernfysicus en Nobelprijswinnaar (overleden 2009)
- 1923 - Jef Burm, Belgisch acteur (overleden 2011)
- 1923 - Joseph Lescrauwaet, Nederlands hulpbisschop van Haarlem (overleden 2013)
- 1924 - Faith Domergue, Amerikaans actrice (overleden 1999)
- 1924 - Raymond Noorda, Amerikaans topman (overleden 2006)
- 1924 - Sybren Polet, Nederlands schrijver en dichter (overleden 2015)
- 1925 - Carol Voges, Nederlands illustrator, striptekenaar en schrijver (overleden 2001)
- 1926 - Juan Hohberg, Uruguayaans voetballer en trainer (overleden 1996)
- 1927 - Otto Strobl, Oostenrijks componist, muziekpedagoog, dirigent en organist (overleden 2019)
- 1928 - Nancy Marchand, Amerikaans actrice (overleden 2000)
- 1929 - Jan Stuifbergen, Nederlands politicus (overleden 2021)
- 1930 - Gena Rowlands, Amerikaans actrice (overleden 2024)
- 1931 - Jean-Paul Laenen, Belgisch architect (overleden 2012)
- 1932 - Pier Angeli, Italiaans actrice (overleden 1971)
- 1932 - Jan Brandwijk, Nederlands organist (overleden 2017)
- 1932 - Wil Lust, Nederlands atlete
- 1932 - Marisa Pavan, Italiaans actrice (overleden 2023)
- 1933 - Viktor Patsajev, Russisch kosmonaut (overleden 1971)
- 1934 - Gérard Latortue, Haïtiaans politicus (overleden 2023)
- 1936 - Minke van der Ploeg-Posthumus, Nederlands politica (overleden 2012)
- 1937 - Anita Strindberg, Zweeds actrice
- 1940 - Paul Shane, Brits acteur (overleden 2013)
- 1941 - Conchita Carpio-Morales, Filipijns rechter
- 1941 - André Dehertoghe, Belgisch atleet (overleden 2016)
- 1941 - Václav Klaus, Tsjechisch econoom en president
- 1942 - Yvonne Brill, Nederlands schrijfster van jeugdliteratuur (overleden 2021)
- 1942 - Jos Brink, Nederlands (hoorspel)acteur, cabaretier, musicalster en -producent, columnist, schrijver, predikant, radio- en televisiepresentator (overleden 2007)
- 1942 - Ria Jaarsma, Nederlands politica (overleden 2023)
- 1943 - Michael Radulescu, Roemeens-Duits componist (overleden 2023)
- 1945 - Radovan Karadžić, Bosnisch-Servisch psychiater, dichter, alternatief genezer en politicus
- 1945 - Aung San Suu Kyi, Birmees mensenrechtenactiviste en politica
- 1945 - Tobias Wolff, Amerikaans schrijver
- 1946 - Sonny Reeder, Arubaans zanger (overleden 2010)
- 1947 - Salman Rushdie, Brits schrijver
- 1948 - Nick Drake, Brits zanger en songwriter (overleden 1974)
- 1948 - Phylicia Rashad, Amerikaans actrice
- 1949 - Ryan Crocker, Amerikaans diplomaat
- 1949 - Zbigniew Jaremski, Pools atleet (overleden 2011)
- 1950 - Daria Nicolodi, Italiaans actrice en scenarioschrijfster (overleden 2020)
- 1951 - Francesco Moser, Italiaans wielrenner
- 1951 - Ayman al-Zawahiri, Egyptisch terrorist (overleden 2022)
- 1952 - Virginia Hey, Australisch actrice
- 1953 - Jan van Deinsen, Nederlands voetballer
- 1954 - Dic van Duin, Nederlands acteur
- 1954 - Lou Pearlman, Amerikaans manager, impresario en fraudeur (overleden 2016)
- 1954 - Kathleen Turner, Amerikaans actrice
- 1956 - Tilly Verhoef, Nederlands atlete
- 1957 - Anna Lindh, Zweeds politica (overleden 2003)
- 1959 - Anne Hidalgo, Frans politica; burgemeester van Parijs
- 1959 - Christian Wulff, Duits politicus
- 1960 - Luke Morley, Engels leadgitarist, songwriter en producer
- 1962 - Paula Abdul, Amerikaans choreografe en zangeres
- 1962 - Hannu Ollila, Fins voetballer
- 1963 - Erik de Vries, Nederlands acteur
- 1964 - Boris Johnson, Brits politicus
- 1964 - Peter Rehwinkel, Nederlands politicus
- 1965 - Sabine Braun, Duits atlete
- 1966 - Slamet Gundono, Indonesisch wajangpoppenspeler (overleden 2014)
- 1966 - Elijah Lagat, Keniaans atleet
- 1966 - Silje Nergaard, Noors jazz-zangeres
- 1967 - Bjørn Dæhlie, Noors langlaufer
- 1967 - Emilio Ferrera, Belgisch voetballer
- 1967 - Gary Robson, Engels darter
- 1969 - Daniel Verelst, Belgisch wielrenner
- 1970 - Kimberly Bruckner, Amerikaans wielrenster
- 1970 - Cafú, Braziliaans voetballer
- 1970 - Sharon Walraven, Nederlands paralympisch sportster
- 1970 - Richard Kemper, Nederlands cabaretier
- 1971 - Urias Boerleider, Nederlands acteur en theaterregisseur
- 1971 - Vittoriano Guareschi, Italiaans motorcoureur
- 1972 - Brian McBride, Amerikaans voetballer
- 1972 - Robin Tunney, Amerikaans actrice
- 1973 - Luke Kibet, Keniaans atleet
- 1973 - Nâdiya, Frans zangeres
- 1974 - Wellington Sánchez, Ecuadoraans voetballer
- 1975 - Ed Coode, Brits roeier
- 1975 - Bert Grabsch, Duits wielrenner
- 1975 - Pedro Munitis, Spaans voetballer
- 1975 - Colin Osborne, Engels darter
- 1975 - Oksana Tsjoesovitina, Duits-Oezbeeks turnster
- 1976 - Jasper Oostland, Nederlands kunstenaar
- 1977 - Rebecca Loos, Nederlands-Engels model
- 1978 - Glennis Grace, Nederlands zangeres
- 1978 - Mía Maestro, Argentijns actrice
- 1978 - Dirk Nowitzki, Duits basketballer
- 1978 - Zoë Saldana, Amerikaans actrice
- 1979 - Rosa Morató, Spaans atlete
- 1980 - Bart Cannaerts, Belgisch standup-comedian
- 1980 - Choi Jae-bong, Koreaans schaatser
- 1981 - Moss Burmester, Nieuw-Zeelands zwemmer
- 1983 - Julián Atehortua, Colombiaans wielrenner
- 1983 - Menno van Dam, Nederlands voetbaltrainer
- 1983 - Macklemore, Amerikaans rapper
- 1983 - Mark Selby, Engels snooker- en poolspeler
- 1983 - Aidan Turner, Iers acteur
- 1984 - Wieke Dijkstra, Nederlands hockeyspeelster
- 1985 - Christoph Nösig, Oostenrijks alpineskiër
- 1985 - Dire Tune, Ethiopisch atlete
- 1985 - Reinier Baas, Nederlands jazzmuzikant
- 1986 - Lázaro Borges, Cubaans atleet
- 1986 - Marie Dorin Habert, Frans biatlete
- 1986 - Sjoerd Huisman, Nederlands inline-skater en marathonschaatser (overleden 2013)
- 1986 - Daniel Kosgei, Keniaans atleet
- 1987 - Jekaterina Iljoechina, Russisch snowboardster
- 1988 - Durka Mana, Soedanees atlete
- 1989 - Abdelaziz Barrada, Marokkaans voetballer (overleden 2024)
- 1990 - Tasmin Pepper, Zuid-Afrikaans autocoureur
- 1991 - Edwin Coratti, Italiaans snowboarder
- 1991 - Thomas Huyghe, Belgisch televisiemaker
- 1991 - Katrine Veje, Deens voetbalster
- 1994 - Brittany Elmslie, Australisch zwemster
- 1994 - Scarlxrd, Brits rapper
- 1995 - Dylan Bronn, Frans-Tunesisch voetballer
- 1995 - Aleksandr Krasnych, Russisch zwemmer
- 1995 - Yukiya Sato, Japans schansspringer
- 2000 - Tess Johnson, Amerikaans freestyleskiester
- 2000 - Sydney Lohmann, Duits voetbalster
- 2000 - Myles Rowe, Amerikaans autocoureur
- 2001 - Kessya Bussy, Frans voetbalster
- 2002 - Tim Torn Teutenberg, Duits wielrenner
- 2005 - Danisha Theocharis, Nederlands voetbalster

## Overleden

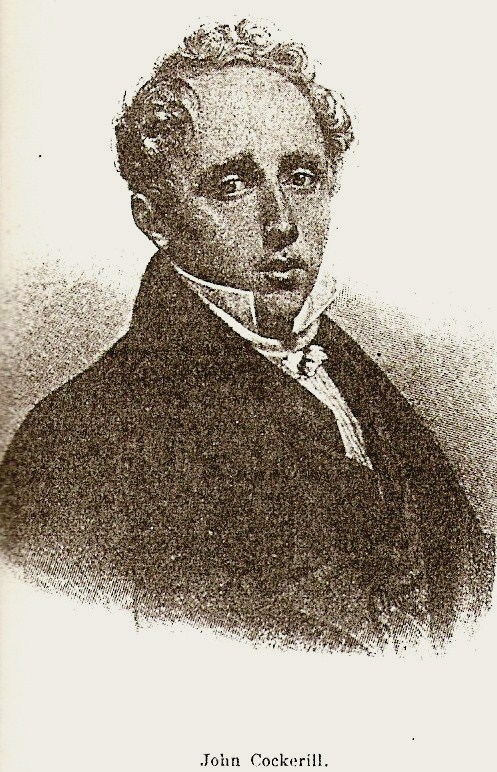
John Cockerill
overleden in 1840

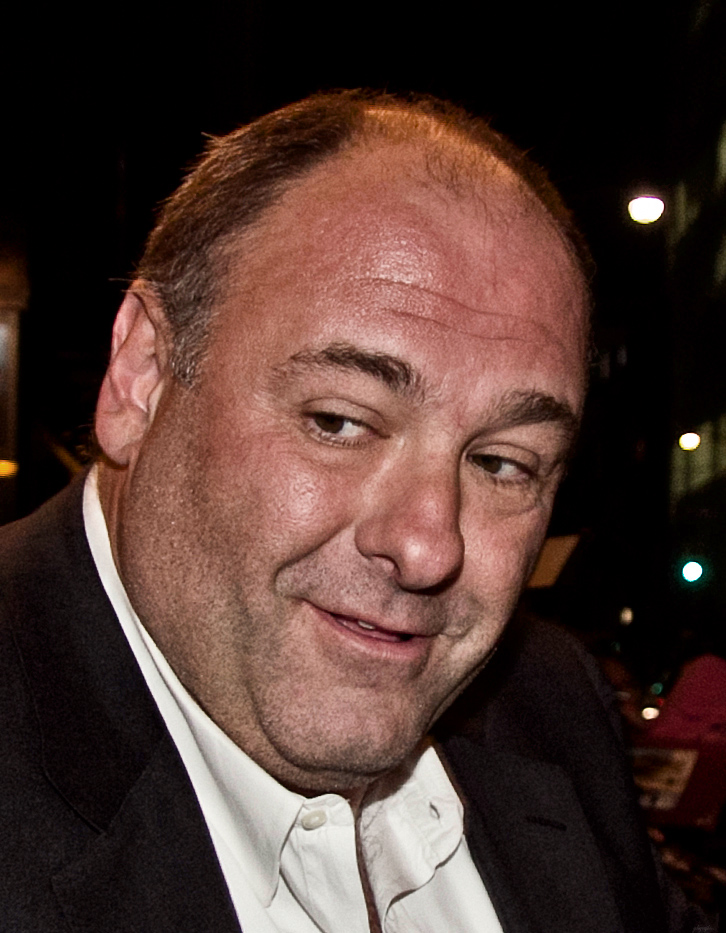
James Gandolfini
overleden in 2013

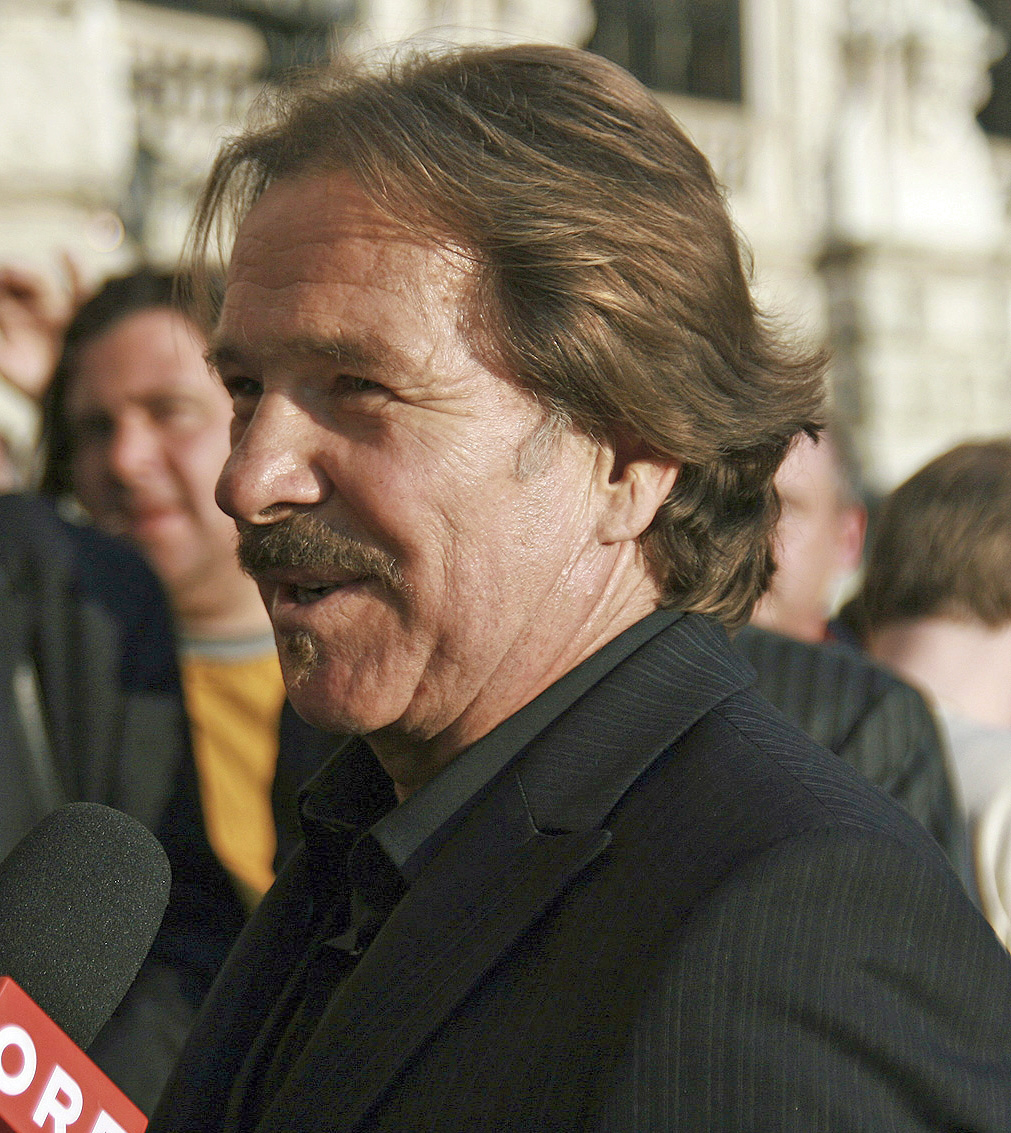
Götz George
overleden in 2016

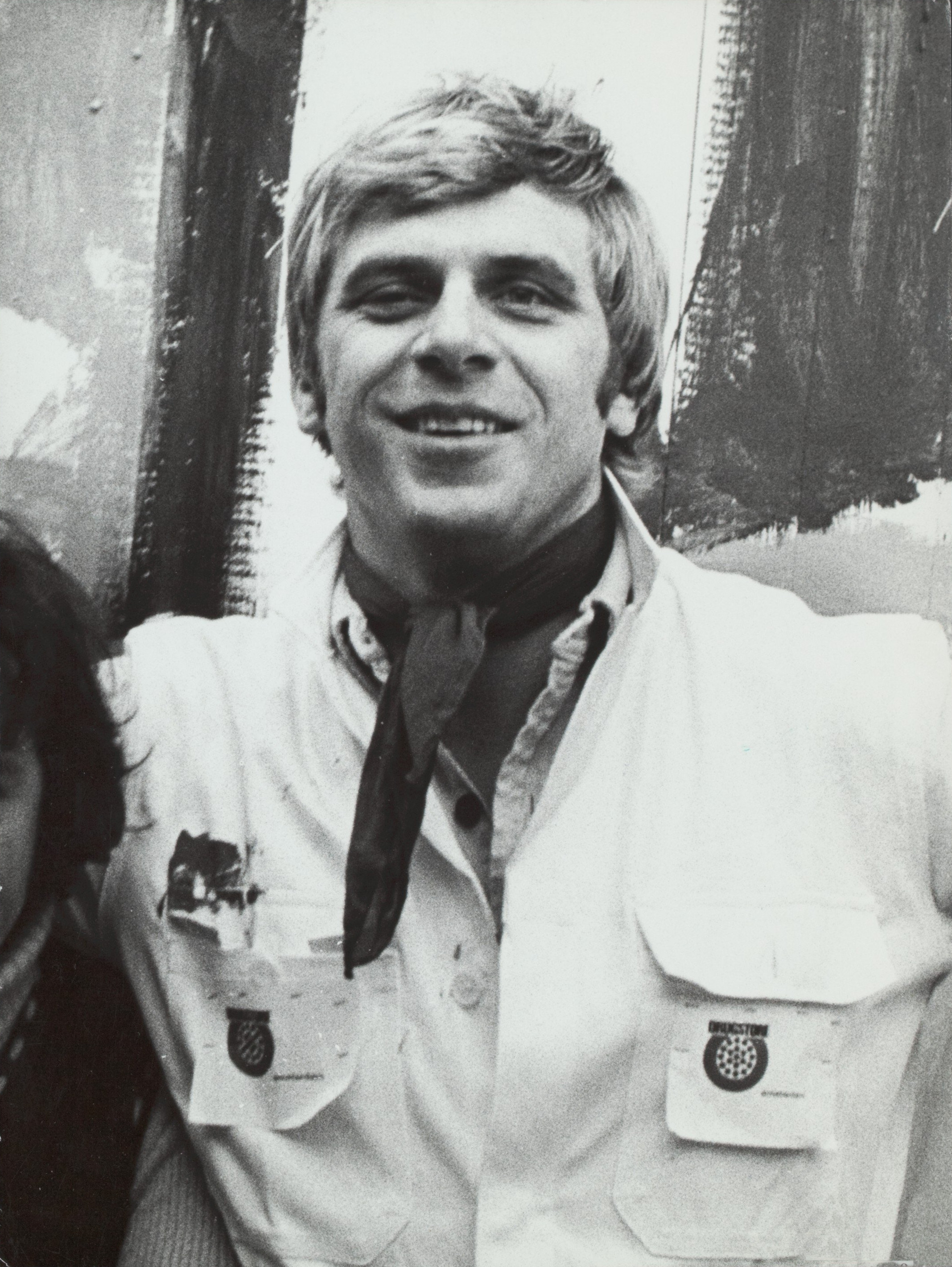
Jan Cremer
overleden in 2024

- 1054 - Lambert II Balderik, graaf van Leuven en van Brussel
- 1323 - Mechtild van Nassau (~43), Duits hertogin en paltsgravin
- 1554 - Filips II van Nassau-Saarbrücken (44), graaf van Saarbrücken en Saarwerden
- 1605 - Johan Lodewijk II van Nassau-Idstein (9), graaf van Nassau-Idstein
- 1720 - Robert Knox (79), Engels zeekapitein
- 1747 - Alessandro Marcello (77), Italiaans componist
- 1786 - Nathanael Greene (43), Amerikaans generaal
- 1840 - John Cockerill (49), Brits-Belgisch industrieel
- 1867 - Maximiliaan van Mexico (34), aartshertog van Oostenrijk, keizer van het Tweede Mexicaanse Keizerrijk
- 1894 - Dieudonné Dagnelies (68), Belgisch componist en dirigent
- 1934 - Bernhard van Lippe (61), vader van prins Bernhard
- 1937 - James Barrie (77), Schots auteur en dramaturg
- 1937 - Willy den Turk (29), Nederlands zwemster
- 1946 - Theodor Wulf (77), Duits jezuïetenpater en natuurkundige. Hij was een van de eerste wetenschappers die de aanwezigheid van kosmische straling opmerkte.
- 1953 - Ethel Rosenberg (35), Amerikaans spion
- 1953 - Julius Rosenberg (37), Amerikaans ingenieur en spion
- 1953 - Norman Ross (57), Amerikaans zwemmer en waterpoloër
- 1960 - Chris Bristow (22), Brits autocoureur
- 1960 - Jimmy Bryan (34), Amerikaans autocoureur
- 1962 - Will Wright (68), Amerikaans acteur
- 1970 - Sjaak Köhler (67), Nederlands zwemmer en waterpoloër
- 1972 - Helge Rosvaenge (74), Deens operazanger
- 1978 - Ipojucan Lins de Araújo (Ipojucan) (52), Braziliaans voetballer
- 1984 - Wladimir Vogel (88), Zwitsers componist
- 1986 - Coluche (41), Frans komiek en acteur
- 1989 - Ad van Emmenes (91), Nederlands sportjournalist
- 1989 - Paul van Herck (51), Belgisch schrijver
- 1990 - Karel Sys (76), Belgisch bokser
- 1991 - Jurriaan Andriessen (39), Nederlands beeldend kunstenaar, musicus, componist en schrijver
- 1991 - Jean Arthur (90), Amerikaans actrice
- 1993 - William Golding (81), Brits auteur
- 1997 - Jan Dommering (83), Nederlands voetballer
- 2001 - Robert Klippel (81), Australisch beeldhouwer en tekenaar
- 2002 - Nuno Mendes, Portugees voetballer
- 2003 - Rafael Ileto (82), Filipijns generaal en minister van Defensie
- 2007 - Antonio Aguilar (88), Mexicaans zanger en acteur
- 2007 - Klausjürgen Wussow (78), Duits acteur
- 2010 - Carlos Monsiváis (72), Mexicaans schrijver en journalist
- 2011 - Don Diamond (90), Amerikaans film-, radio- en televisieacteur
- 2011 - Fernand Linssen (82), Belgisch atleet
- 2011 - Christa Rosier (50), Nederlands omroepster
- 2012 - Luuk Kroon (69), Nederlands luitenant-admiraal
- 2012 - Richard Lynch (76), Amerikaans acteur
- 2012 - Norbert Tiemann (87), Amerikaans politicus
- 2013 - James Gandolfini (51), Amerikaans acteur
- 2013 - Gyula Horn (80), Hongaars politicus
- 2014 - Gerry Goffin (75), Amerikaans songwriter
- 2014 - Ibrahim Touré (28), Ivoriaans voetballer
- 2015 - James Salter (90), Amerikaans schrijver
- 2016 - Götz George (77), Duits acteur
- 2016 - Victor Stănculescu (88), Roemeens generaal
- 2016 - Anton Yelchin (27), Amerikaans acteur
- 2017 - Ivan Dias (81), Indiaas kardinaal
- 2017 - Carla Fendi (79), Italiaans zakenvrouw
- 2017 - Hedwig Leenaert (85), Belgisch atleet
- 2017 - Zoltan Sarosy (110), Hongaars-Canadees schaker
- 2017 - Annikki Tähti (87), Fins zangeres
- 2017 - Otto Warmbier (22), Amerikaans student
- 2018 - prinses Elisabeth van Denemarken (83), Deens prinses
- 2018 - Hubert Green (71), Amerikaans golfspeler
- 2019 - Lieve Mona (87), Nederlands schrijfster en journaliste
- 2019 - Twan de Vos (57), Nederlands beeldend kunstenaar
- 2020 - Ian Holm (88), Brits acteur
- 2020 - Carlos Ruiz Zafón (55), Spaans schrijver
- 2021 - Freimut Börngen (90), Duits astronoom
- 2021 - Carel Knoppers (91), Nederlands politicus
- 2022 - Wim Dik (83), Nederlands politicus en bestuurder
- 2022 - Jan Lokin (77), Nederlands hoogleraar
- 2023 - Max Morath (96), Amerikaans ragtimepianist, componist en auteur
- 2023 - Diane Rowe (90), Brits-Duits tafeltennisspeelster
- 2024 - Jan Cremer (84), Nederlands schrijver en beeldend kunstenaar
- 2025 - Hans Van Laethem (65), Belgisch stadsomroeper van Ninove

## Viering/herdenking
- rooms-katholieke kalender:

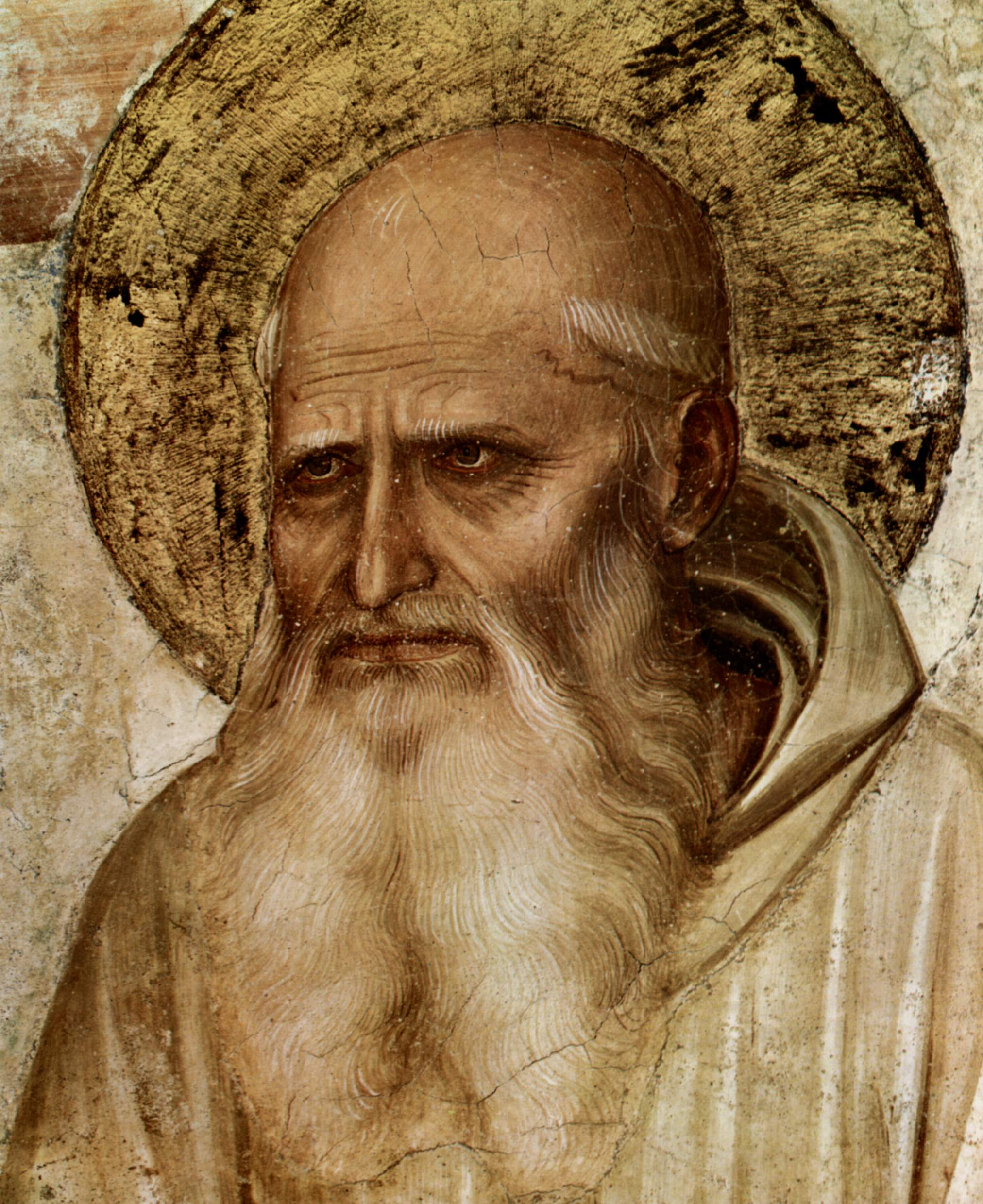
H. Romualdus

  - Heilige Romuald(us) (van Ravenna) († 1027) - Vrije Gedachtenis
  - Heilige Gervasius en Protasius van Milaan († 1e eeuw)
  - Heilige Hildegrim van Châlons († 827)
  - Heilige Juliana Falconieri († 1341)
  - Zalige Odo van Kamerijk († 1113)
- Juneteenth, Amerikaanse feestdag ter herdenking van de afschaffing van de slavernij

## Weerextremen

### Nederland
| | Officiële records | Officiële records | Officiële records |      | Landelijke records       | Landelijke records | Landelijke records |
| Gebeurtenis | Jaar              | Extreem           | Locatie           | Jaar | Extreem                  | Locatie            | |
| --- | ----------------- | ----------------- | ----------------- | ---- | ------------------------ | ------------------ | --- |
| Laagste etmaalgemiddelde temperatuur (°C) | 1916              | 9,4               | De Bilt           |      | 1923                     | 8,8                | De Kooy |
| Hoogste etmaalgemiddelde temperatuur (°C) | 2000              | 25,7              | De Bilt           |      | 2000                     | 26,1               | Woensdrecht |
| Laagste minimumtemperatuur (°C) | 1923              | 0,8               | De Bilt           |      | 1923                     | –0,3               | De Kooy |
| Hoogste minimumtemperatuur (°C) | 2023              | 18,7              | De Bilt           |      | 2000                     | 19,7               | Rotterdam |
| Laagste maximumtemperatuur (°C) | 1991              | 13,0              | De Bilt           |      | 1916                     | 10,9               | De Kooy |
| Hoogste maximumtemperatuur (°C) | 2000              | 33,5              | De Bilt           |      | 2000                     | 33,9               | Eindhoven |
| Hoogste uurgemiddelde windsnelheid (m/s) | 1927, 1944        | 11,8              | De Bilt           |      | 1927                     | 21,6               | De Kooy |
| Hoogste windstoot (m/s) | 2019              | 20,0              | De Bilt           |      | 2011 2019                | 23,0 23,0          | Huibertgat Houtribdijk |
| Langste zonneschijnduur (uur) | 1978              | 15,7              | De Bilt           |      | 1978 1989 2000 2005 2017 | 15,7 15,7          | De Bilt, De Kooy, Rotterdam De Kooy, Eelde Berkhout, Hoorn Terschelling, Valkenburg ZH De Kooy, Hoorn Terschelling Berkhout, De Kooy |
| Langste neerslagduur (uur) | 1971              | 10,1              | De Bilt           |      | 1976                     | 11,3               | Twenthe |
| Hoogste etmaalsom van de neerslag (mm) | 2019              | 40,8              | De Bilt           |      | 2019                     | 40,8               | De Bilt |
| Laagste etmaalgemiddelde relatieve vochtigheid (%) | 1936              | 44                | De Bilt           |      | 1930                     | 40                 | Eelde |
| Laagste uurwaarde luchtdruk op zeeniveau (hPa) | 1933              | 994,2             | De Bilt           |      | 1927                     | 989,4              | De Kooy |
| Hoogste uurwaarde luchtdruk op zeeniveau (hPa) | 1983              | 1030,0            | De Bilt           |      | 1983                     | 1031,3             | De Kooy |
| Officiële records worden altijd gemeten op het KNMI-weerstation in De Bilt. Landelijke records kunnen worden gemeten op elk officieel KNMI-weerstation in Nederland. |                   |                   |                   |      |                          |                    | |

Uitzonderlijke gebeurtenissen
- 1973 - Eerste officiële zomerse dag van het jaar (maximumtemperatuur ≥ 25 °C in De Bilt)
- 1984 - Eerste officiële zomerse dag van het jaar (maximumtemperatuur ≥ 25 °C in De Bilt)
- 2000 - Eerste officiële tropische dag van het jaar (maximumtemperatuur ≥ 30 °C in De Bilt)
- 2023 - Officieel hoogste minimumtemperatuur in °C van het jaar gemeten in De Bilt: 18,7 (voorlopig)
- 2023 - Officieel hoogste minimumtemperatuur in °C van juni dit jaar gemeten in De Bilt: 18,7
- 2023 - Officieel hoogste windstoot in m/s van juni dit jaar gemeten in De Bilt: 13,0. Samen met 11, 13 en 20 juni

### België
Dagrecords
- 1869 - Laagste etmaalgemiddelde temperatuur 9,8 °C
- 2000 - Hoogste etmaalgemiddelde temperatuur 25,4 °C
- 1923 - Laagste minimumtemperatuur 4,4 °C
- 2000 - Hoogste maximumtemperatuur 31,8 °C
- 1895 - Hoogste etmaalsom van de neerslag 28,4 mm

<< · 1 · 2 · 3 · 4 · 5 · 6 · 7 · 8 · 9 · 10 · 11 · 12 · 13 · 14 · 15 · 16 · 17 · 18 · 19 · 20 · 21 · 22 · 23 · 24 · 25 · 26 · 27 · 28 · 29 · 30 · >>